# Prunus ilicifolia
Prunus ilicifolia är en rosväxtart. Prunus ilicifolia ingår i släktet prunusar, och familjen rosväxter.

## Underarter
Arten delas in i följande underarter:
- P. i. ilicifolia
- P. i. occidentalis

## Bildgalleri

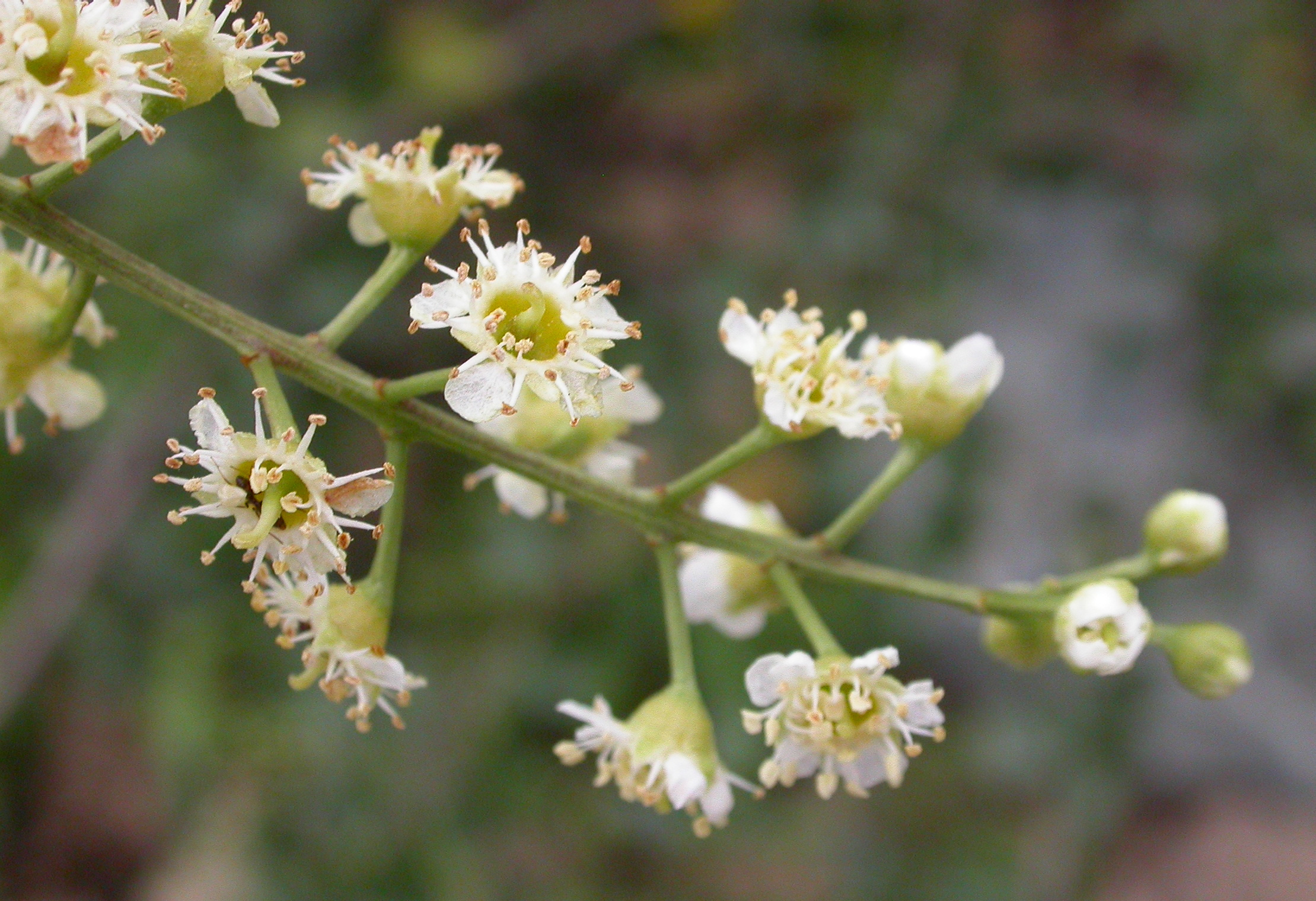
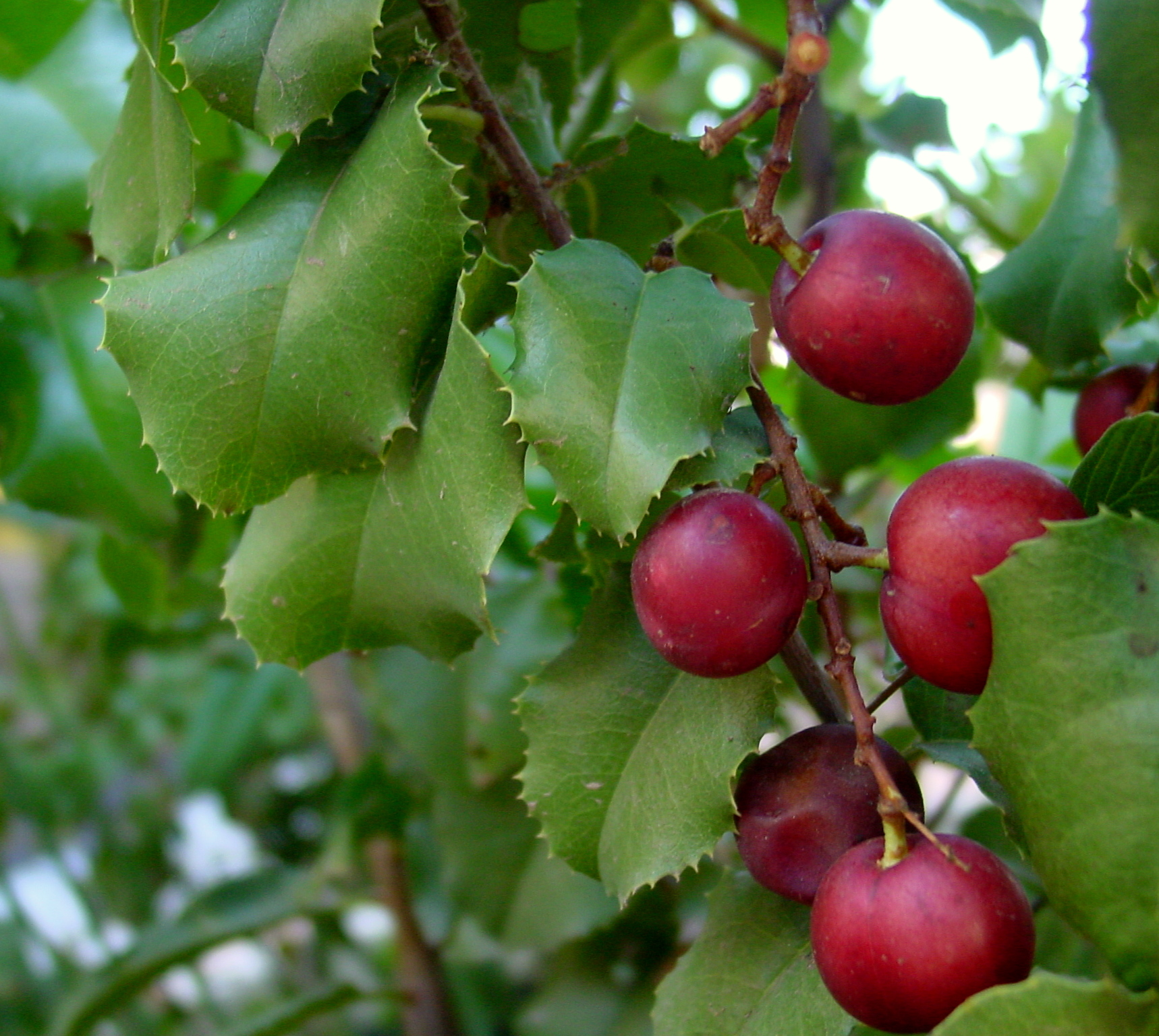
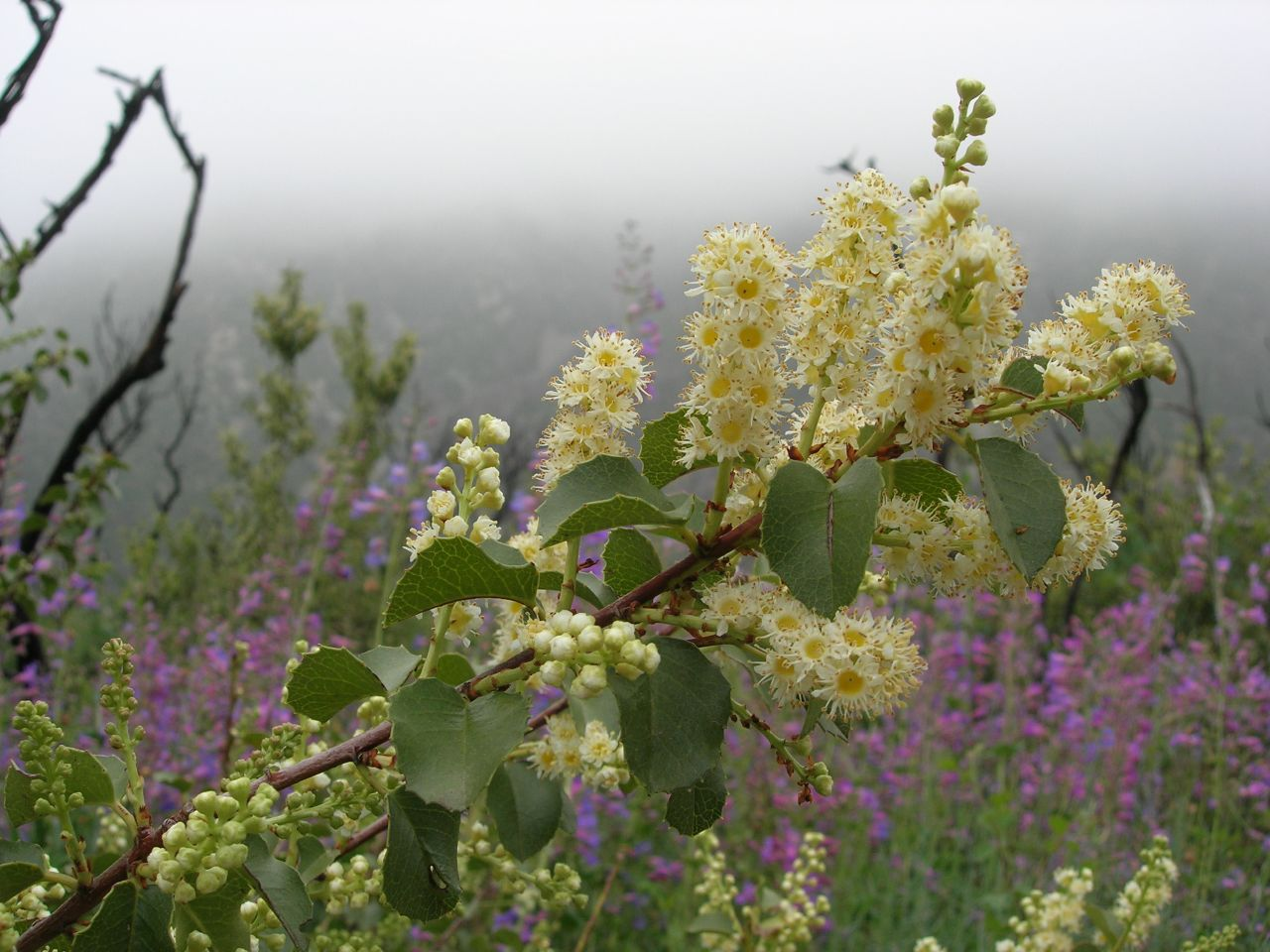
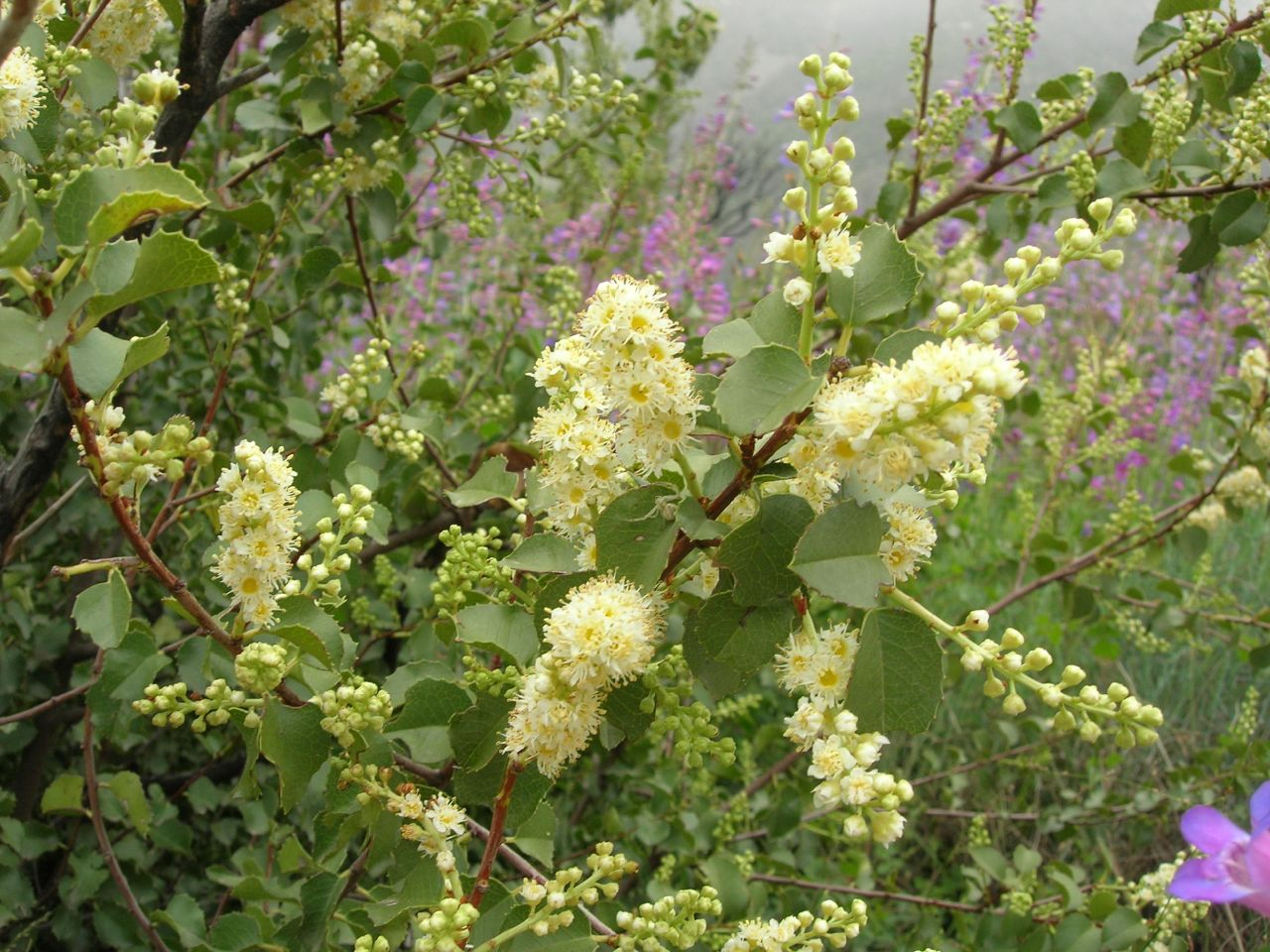